# Ilka Minor
Ilka Minor, geboren Ilka Petrasko (Klagenfurt, 30 april 1975) is een Oostenrijks rallynavigatrice.

## Carrière
Ilka Minor debuteerde in 1994 als navigatrice in de rallysport. Haar eerste optreden in het Wereldkampioenschap rally kwam  in 1997 naast rijder Achim Mörtl. Ze werd in 2001 de vaste navigatrice van Manfred Stohl, met wie zij in die periode deelnam aan het Junior World Rally Championship en later het Production World Rally Championship. In het seizoen 2005 kwamen ze uit voor Kronos Racing in een Citroën Xsara WRC, met wie zij een tweede plaats behaalde in Cyprus. Later dat jaar eindigde ze ook nog derde in Australië. In het seizoen 2006 kwamen ze uit voor Bozian Racing met een Peugeot 307 WRC. Het duo reed hun beste WK-seizoen en eindigden met drie podium resultaten als vierde in het kampioenschap. In 2007 keerden ze terug bij Kronos en de Xsara WRC, maar maakten een veel minder succesvol seizoen mee, en beide keerden het jaar daarop niet terug in het WK.
Vervolgens bleef Minor voor Stohl navigeren in het Oostenrijks rallykampioenschap, maar keerde terug in het WK rally in het seizoen 2010 naast Henning Solberg, die actief was met een Ford Focus RS WRC voor het Stobart Ford team. In het seizoen 2011 reden ze het kampioenschap met een Ford Fiesta RS WRC. Ze behaalden een derde plaats tijdens de slotronde in Groot-Brittannië. Halverwege 2012 stapte Minor in naast Jevgeni Novikov, eveneens actief voor M-Sport. Het duo greep nog naar een podium resultaat als tweede in Sardinië. In 2013 reden ze in deze hoedanigheid een minder goed seizoen. 